# Ernst-Hugo Järegård
Ernst-Hugo Järegård est un acteur suédois né le 12 décembre 1928 à Ystad et mort le 6 septembre 1998 à Lidingö.
Il était marié depuis 1949 avec l'actrice Karin Nordström (née en 1923).

## Filmographie partielle

### Cinéma
- 1962 : Raggargänget : Berra
- 1964 : Svenska bilder : Karlman
- 1974 : Fimpen : le dirigeant du club
- 1975 : Släpp fångarne loss, det är vår! : Harald
- 1978 : Chez nous de Jan Halldoff (en)
- 1991 : Europa : oncle Kessler
- 1993 : Kådisbellan : professeur Lundin

### Télévision
- 1992 : Les Meilleures Intentions (Den goda viljan) : professeur Sundelius
- 1994 : L'Hôpital et ses fantômes (Riget) : Stig Helmer
- 1997 : L'Hôpital et ses fantômes 2 (Riget II) : Stig Helmer